# Periclimenes elegans
Periclimenes elegans är en kräftdjursart som först beskrevs av Paulson 1875.  Periclimenes elegans ingår i släktet Periclimenes och familjen Palaemonidae. Inga underarter finns listade i Catalogue of Life.